# Daniel Pilon
Pour les articles homonymes, voir Pilon.
Laurent Daniel Pilon est un acteur québécois né le 13 novembre 1940 à Montréal au Canada et mort le 26 juin 2018 dans la même ville.

## Biographie

### Famille
Daniel Pilon est le frère de Donald Pilon.

## Filmographie

### Télévision
- 1979 : The Albertans (TV) : Hans Keller
- 1982 : Massarati and the Brain (en) (TV) : Mas Massarati
- 1983 : The Hamptons (en) (série télévisée) : Nick Atwater
- 1983 : Missing Pieces (TV) : Jorge Martinez
- 1983 : Masquerade (TV)
- 1975 : Ryan's Hope (série télévisée) : Max Dubujak (1984-1987, 1988)
- 1978 : Dallas (série télévisée) : Renaldo Marchetta (1984-1985)
- 1987 : Hitting Home (TV) : Max Middleton
- 1988 : Haine et Passion (The Guiding Light) (série télévisée) : Alan Spaulding no 2 (1988-1989)
- 1989 : Piège infernal (feuilleton TV) : Me Gérard
- 1992 : The Boys of St. Vincent (TV) : Boy of St. Vincent
- 1992 : Casino (TV) : Phillip LeMaster
- 1995 : Des jours et des vies ("Days of Our Lives") (série télévisée) : Gavin Newirth (1992)
- 1994 : The Maharaja's Daughter (feuilleton TV) : Hamilton
- 1995 : Vents contraires (TV) : Lieutenant Forrester
- 1996 : Danielle Steel: Un si grand amour (No Greater Love) (TV) : Bert Winfield
- 1997 : Mission protection rapprochée (TV)
- 1997 : Whiskers (TV) : Mr. Mobley
- 1997-1999 : Au gré du vent (Wind at my back) (TV): Hugo Gerrard (3 épisodes)
- 1999 : Chantage sans issue (36 Hours to Die) (TV) : Vaughn
- 1999 : Bonanno: A Godfather's Story (TV)
- 1999 : Les Hommes de main (The Collectors) (TV) : Det Hackman
- 2000 : Sexe et Madame X (Sex & Mrs. X) (TV) : Warren
- 2001 : Confiance aveugle (Blind Terror) (TV) : Clyde Fanning
- 2002 : L'Autre Côté du rêve (Lathe of Heaven) (TV) : President Murtle
- 2006 : Lance et compte: La revanche (TV) : Premier Ministre Marcel Gaudreault
- 2008 : Les Kiki Tronic (TV) : Le président de la terre
- 2009 : Wild Roses (en) (TV) : John Cameron

### Cinéma
- 1968 : Enfants de salauds (Play Dirty) : Capitaine Allwood (adjudant de Blore au QG des Forces Spéciales)
- 1968 : Le Viol d'une jeune fille douce : Raphaël
- 1969 : La Voie lactée : François, ami de Rodolphe
- 1970 : Red : Red
- 1971 : Malpertuis : Mathias Crook
- 1971 : Après-ski : Phillip
- 1972 : Les Indrogables
- 1972 : Le Diable est parmi nous : Paul Drouin
- 1972 : Les Smattes : Réjean Cardinal
- 1972 : Quelques arpents de neige : Simon de Bellefeuille
- 1973 : La Mort d'un bûcheron : François Paradis
- 1975 : Brannigan : John Gorman (tueur à gages)
- 1977 : L'Invasion des soucoupes volantes (Starship Invasions) : Anaxi
- 1978 : Plague : Dr Bill Fuller
- 1980 : Les Chiens chauds XXX (Les Chiens chauds) : Frank
- 1984 : Love Scenes
- 1989 : Malarek : Max Middleton
- 1992 : North of Chiang Mai de John D. Lamond
- 1992 : Scanners III: Puissance maximum (Scanners III: The Takeover) : Michael
- 1997 : Suspicious Minds : Richard Whitmore
- 1997 : The Ultimate Weapon : McBride
- 1997 : Habitat : Strickland
- 1997 : Contrat sur un terroriste (The Assignment) : l'amiral Crawford
- 1998 : In Her Defense : Robert St. Laurent
- 1998 : Musketeers Forever
- 1998 : The Sleep Room : James Belding
- 1998 : Going to Kansas City : Jack Bruckner
- 1999 : Fish Out of Water : Venzal
- 2000 : Left Behind (vidéo) : Jonathan Stonegal
- 2000 : Island of the Dead : le maire
- 2000 : La Liste (The List) : Mason Powell
- 2003 : Trahison (Deception)
- 2003 : Michel Vaillant : Président Rallye Canada
- 2007 : Shoot 'Em Up : Que la partie commence (Shoot 'Em Up) : Sénateur Harry Rutledge
- 2008 : Story of Jen de François Rotger : Sarah
- 2009 : Looking for Anne de Takako Miyahira : Jeff
- 2010 : Krach de Fabrice Genestal : Harry Hunt

## Distinction
- En 1973, Daniel Pilon arrive deuxième, après le vainqueur Léo Ilial, pour le titre du plus bel homme du Canada, concours humoristique organisé par Lise Payette[2].